# Aljoša Žorga
Aljosa Zorga fue un jugador de baloncesto esloveno nacido el 25 de febrero de 1947, en Liubliana, RFS Yugoslavia. Consiguió 3 medallas en competiciones internacionales con Yugoslavia.